# Благоразумие
Благоразумието е качество на личността, групата, което позволява да избереш правилните средства и да действаш съобразно целта за достигане на собственото благо, щастието.
При Платон е една от кардиналните добродетели, които се включват в седемте добродетели.
Благоразумието, за разлика от мъдростта (научното знание и познанието за същността на нещата с помощта на разум)а, има практическа насоченост към човешкото благо и служи за вземане на решения в живота.
Думата произлиза от старата френска дума „предпазливост“ от 14 век, която на свой ред произтича от латинската, която означава „прозорливост“. Често се свързва с мъдрост, прозрение и знание. В този случай благоразумието е способността да се избира между добродетелни и порочни действия, не само в общ смисъл, но и по отношение на подходящи действия в даден момент и място. Въпреки че самата тя не извършва никакви действия и се занимава единствено със знанието, всички добродетели трябваше да бъдат регулирани от нея. Разграничаването на случаите, кога действията са смели, за разлика от безразсъдните или страхливите, е типичен пример на акт на благоразумие.
В съвременния английски думата става все повече синоним на предпазливост. В този смисъл предпазливостта посочва нежеланието да се поемат рискове, което остава добродетел по отношение на ненужните рискове, но когато неразумно се разпростре в прекалената предпазливост, може да се превърне в порок като обикновена страхливост. 

## Изобразяване в изкуството
Благоразумие се изобразява алегорично с женска фигура, които държи огледало и змия, като често се изобразява в двойка заедно със Справедливостта (римската богиня на правосъдието).